# Daniel Hoffman
Daniel Gerard Hoffman (Nova Iorque, 3 de abril de 1923 — Pensilvania, 30 de março de 2013) foi um poeta, ensaísta e acadêmico americano. Ele foi nomeado o vigésimo segundo consultor de poetas laureados em poesia para a Biblioteca do Congresso em 1973.

## Carreira
Durante a Segunda Guerra Mundial, ele serviu no Corpo Aéreo do Exército dos Estados Unidos, onde serviu como escritor técnico e como editor de um diário de pesquisa aeronáutica, experiências detalhadas em suas memórias Zone of the Interior. Ele foi educado na Universidade de Columbia, com bacharelado (1947), mestrado (1949) e doutorado (1956). Lá, ele era um membro da Boar's Head Society.
Em 1954, Hoffman publicou sua primeira coleção de poesia, An Armada of Thirty Whales. Essa coleção foi escolhida por W. H. Auden como parte da Yale Series of Younger Poets, e Auden a elogiou em sua introdução como "fornecendo uma nova direção para a poesia da natureza no mundo pós-Wordsworthiano". Desde então, ele publicou dez coleções adicionais de poesia, um livro de memórias e sete volumes de críticas. Revendo Beyond Silence na New York Times Book Review em 2003, Eric McHenry encontrou Hoffman um poeta de notável consistência, "não menos alegre ou comprometido aos 80 do que aos 25".
Hoffman lecionou na Columbia University, no Swarthmore College e na Universidade da Pensilvânia. Aposentou-se como Felix Schelling, professor de inglês emérito, e sua Sociedade Philomathean em 1996 publicou uma antologia da poesia em homenagem a seus esforços para trazer poetas contemporâneos para fazer leituras em seus salões. Ele é chanceler emérito da Academia de Poetas Americanos. De 1988 a 1999, atuou como poeta em residência na Catedral de St. John the Divine, em Nova Iorque, onde administrou o American Poets' Corner.

## Prêmios
Os prêmios que Hoffman ganhou incluem o Hazlett Memorial Award, o Prêmio Aiken Taylor de poesia americana moderna da The Sewanee Review, a Medalha Memorial de Magyar P.E.N. por suas traduções da poesia húngara contemporânea, o Prêmio de Poesia Arthur Rense de 2005 "por ser um poeta excepcional" da Academia Americana de Artes e Letras e várias bolsas, incluindo as da Fundação Guggenheim e da National Endowment for the Humanities. Ele recebeu um diploma honorário do Swarthmore College em 2005.

## Vida pessoal
Hoffman foi casado por cinquenta e sete anos com Elizabeth McFarland (1922–2005), uma poeta e editora de poesia do Ladies' Home Journal, de 1948 até que a revista parou de publicar versos em 1961. Desde 1965, o casal passou o verão em Brooksville, Maine. Em 2008, a Orchises Press publicou uma seleção dos poemas de McFarland, Over the Summer Water, com uma introdução de Hoffman. Hoffman tem uma estranha semelhança facial com Edgar Allan Poe, sobre quem escreveu um estudo intrigante digno do próprio mestre.
Daniel Hoffman foi um dos autores nomeados em "Authors Guild vs. Google" (2005), cujo objetivo era impedir o Google de fornecer um índice pesquisável completo de livros existentes.

## Morte
Hoffman morreu em uma instalação de vida assistida em Haverford, Pensilvânia, em 30 de março de 2013. Ele tinha 89 anos.